# Samga (métro de Séoul)
Samga ( hangeul : 삼가역 ; hanja : 三|街|驛 ) est une station de la ligne Yongin Everline à Samga-dong, Cheoin-gu, Yongin, en Corée du Sud.

## Situation sur le réseau

Plan du réseau (2023)

La station Samga est une station de la ligne Yongin Everline du métro de Séoul :
C'est une station aérienne, située entre la station Chodang en direction du terminus est Giheung, et la station Hôtel de ville – Université Yongin en direction du terminus est Jeondae–Everland.